# Liste der Naturdenkmale in der Gocher Heide
Die Liste der Naturdenkmale in der Gocher Heide enthält die Naturdenkmale aus dem Landschaftsplan Nr. 7 (LP07) des Kreis Kleve. Rechtskraft seit 24. Dezember 2010.
Der Geltungsbereich des Landschaftsplans erstreckt sich auf das Gebiet des eiszeitlichen Höhenzuges nordöstlich der Stadt Goch, für die es einen eigenen Landschaftsplan (LP09) gibt. Er entspricht etwa dem Gebiet, in dem die Pfälzer Auswanderer siedelten, nachdem sie ihre Reise nach Pennsylvania (USA) aus Geld- und Kriegsgründen nicht antreten konnten. Der Landschaftsplan Gocher Heide ist nicht an Stadtgrenzen gebunden und enthält Naturdenkmale aus Bedburg-Hau, den Gocher Ortsteilen Pfalzdorf und Nierswalde, sowie Kleve.
In ihr befinden sich an 21 Standorten besondere Einzelbäume, Baumgruppen und -reihen, Alleen, die durch ihre Schönheit, Eigenart oder Seltenheit auffallen und eine Wallanlage, die kulturhistorisch von Bedeutung ist.
| Denkmal-Nummer | Ort / Lage | Bezeichnung des ND                 | Anzahl | Art                                                            | Eingetragen seit | Schutzgrund                                           | Beschreibung | Bild                          |
| -------------- | --- | ---------------------------------- | ------ | -------------------------------------------------------------- | ---------------- | ----------------------------------------------------- | --- | ----------------------------- |
| ND 01          | Gocher Heide-Kleve Hofzufahrt zum Meyerhof, Uedemer Str. 15 Karte | 1 Eiche                            | 1      | Stieleiche (Quercus robur)                                     | 2010             | Schönheit Eigenart                                    | Stammumfang: 370 cm Kronendurchmesser: 27 m | Fotos hochladen               |
| ND 02          | Gocher Heide-Bedburg-Hau - Schneppenbaum Im Waldgebiet Bedburger Weg / Rosendahler Weg, am Waldweg südlich des Grabens, Nähe Edeka / Hallenbad „Bedburger Nass“ Karte | 1 Buche                            | 1      | Rotbuche (Fagus sylvatica)                                     | 2010             | Schönheit Eigenart Seltenheit                         | Stammumfang: 470 cm Kronendurchmesser: 24 m Große, alte Buche am Wegesrand. | Fotos hochladen               |
| ND 03          | Gocher Heide-Bedburg-Hau – Schneppenbaum Im Waldgebiet am Wanderweg Moyländer Allee, südöstlich Haus Rosendahl / Rosendahler Graben Karte                             | Buchenreihe                        | 41     | Rotbuche (Fagus sylvatica)                                     | 2010             | Schönheit Eigenart                                    | Stammumfang: 150–310 cm Kronendurchmesser: je ca. 20 m Etwa 380 m lange Buchenreihe / -allee entlang des Waldwegs. | Fotos hochladen               |
| ND 04          | Gocher Heide-Bedburg-Hau - Schneppenbaum Im Waldgebiet am Wanderweg Moyländer Allee, nordwestlich Ackerskat / Tillemannshof Karte                                     | Buchenreihe                        | 34     | Rotbuche (Fagus sylvatica)                                     | 2010             | Schönheit Eigenart                                    | Stammumfang: 200–410 cm Kronendurchmesser: je ca. 20 m Etwa 300 m lange Buchenreihe entlang des Waldwegs am Waldrand, teilweise im Waldgebiet. | Fotos hochladen               |
| ND 05          | Gocher Heide-Goch an einer Weide an der Buschwaldstraße, westlich Tannenbusch / Bedburger Str. Karte                                                                  | 1 Esskastanie                      | 1      | Edelkastanie (Castanea sativa)                                 | 2010             | Schönheit Eigenart Seltenheit                         | Stammumfang: 610 cm Kronendurchmesser: 18 m Freistehender Baum, weithin sichtbar, Stamm weist Rindenschäden durch Verbiss auf. | BW                            |
| ND 06          | Gocher Heide-Goch im Garten eines Wohnhauses an der Kerkhoffstraße / Klever Straße Karte                                                                              | 1 Esskastanie                      | 1      | Edelkastanie (Castanea sativa)                                 | 1971             | Schönheit Eigenart Seltenheit                         | Stammumfang: 600 cm Kronendurchmesser: 20 m Die Esskastanie ist bereits seit 1971 als ND ausgewiesen. | BW                            |
| ND 07          | Gocher Heide-Bedburg-Hau – Till-Moyland am Rande eines Waldgebietes am Golfplatz, Wanderweg Katzenbuckel, südwestlich Klein Entenhorst Karte                          | 1 Eiche                            | 1      | Stieleiche (Quercus robur)                                     | 2010             | Schönheit Eigenart                                    | Stammumfang: 580 cm Kronendurchmesser: 23 m Im Kronenbereich sind einige Äste abgetrocknet. | BW                            |
| ND 08          | Gocher Heide-Bedburg-Hau – Till-Moyland entlang des Moränenrandes, Wanderweg Voltaireweg - Katzenbuckel, südlich Klein Entenhorst Karte                               | Buchenallee                        | 76     | Rotbuche (Fagus sylvatica)                                     | 2010             | Schönheit Eigenart                                    | Stammumfang: 180–370 cm Kronendurchmesser: je ca. 20 m Etwa 500 m lange Allee entlang des Moränenrandes. In Höhe Klein Entenhorst weist sie eine Lücke auf. | Fotos hochladen               |
| ND 09          | Gocher Heide-Bedburg-Hau - Till-Moyland am Rande eines Waldgebietes am Golfplatz, Wanderweg Katzenbuckel, südwestlich Tierheim Leygrafenhof Karte                     | Eichen- / Buchenreihe              | 22     | Stieleiche (Quercus robur) Rotbuche (Fagus sylvatica)          | 2010             | Schönheit Eigenart                                    | Stammumfang: 170–400 cm Kronendurchmesser: je ca. 20 m Etwa 220 m lange Baumreihe bestehend aus Eichen und einigen Buchen. | Fotos hochladen               |
| ND 10          | Gocher Heide-Bedburg-Hau - Till-Moyland südwestlich Moyland, Moyländer Allee / Alte Bahn, entlang Golfplatz, Ackerflächen und Waldgebiet Karte                        | Eichenreihe und Buchenallee        | 89     | 8 × Stieleiche (Quercus robur) 81 × Rotbuche (Fagus sylvatica) | 2010             | Schönheit Eigenart                                    | Stammumfang: 180–400 cm Kronendurchmesser: bis ca. 20 m Etwa 380 m lange verzweigte Buchenallee und etwa 150 m lange Eichenreihe + 2 Einzelbäume zwischen Buchenallee und Eichenreihe. | Fotos hochladen               |
| ND 11          | Gocher Heide-Bedburg-Hau - Till-Moyland am Waldrand Wanderweg Katzenbuckel / Moyländer Allee, südwestlich Hof Schwanen Karte                                          | 1 Buche                            | 1      | Rotbuche (Fagus sylvatica)                                     | 2010             | Schönheit Eigenart Seltenheit                         | Stammumfang: 435 cm Kronendurchmesser: 23 m Große, ausgeprägte Krone, teilweise morsche Äste | Fotos hochladen               |
| ND 12          | Gocher Heide-Bedburg-Hau – Till-Moyland am Waldrand Wanderweg Katzenbuckel / Moyländer Allee, südwestlich Hof Schwanen Karte                                          | 1 Eiche                            | 1      | Stieleiche (Quercus robur)                                     | 1971             | Schönheit Eigenart Seltenheit                         | Stammumfang: 530 cm Kronendurchmesser: 24 m Große, ausgeprägte Krone, teilweise morsche Äste. Die Eiche ist bereits seit 1971 als ND ausgewiesen. | Fotos hochladen               |
| ND 13          | Gocher Heide-Bedburg-Hau – Till-Moyland Hofzufahrt Kalkarer Str. 1, nordöstlich Hof Langenhorst Karte                                                                 | Esskastanienallee                  | 13     | Edelkastanie (Castanea sativa)                                 | 2010             | Schönheit Eigenart                                    | Stammumfang: 260–470 cm Kronendurchmesser: bis ca. 16 m Etwa 120 m lange Allee zwischen Ackerflächen. Durch Höhlen und Totholz bedeutend für den Biotop- und Artenschutz. | Fotos hochladen               |
| ND 14          | Gocher Heide-Goch - Nierswalde Waldparzelle, nördlich Nierswalde, Königsberger Straße 104 Karte                                                                       | 1 Buche                            | 1      | Rotbuche (Fagus sylvatica)                                     | 2010             | Schönheit Eigenart                                    | Stammumfang: 350 cm Kronendurchmesser: 18 m | BW                            |
| ND 15          | Gocher Heide-Goch - Pfalzdorf Hof an der Hunsrückstraße 91, südlich Landschäferei Berkhöfel Karte                                                                     | 1 Linde                            | 1      | Linde (Tilia spec.)                                            | 2010             | Kulturhistorische Bedeutung Schönheit Eigenart        | Stammumfang: 380 cm Kronendurchmesser: 18 m Großer, landschaftstypischer Hofbaum mit arttypischer Krone. | BW                            |
| ND 16          | Gocher Heide-Bedburg-Hau - Louisendorf Hofzufahrt Mühlenweg 66 Karte                                                                                                  | 1 Eiche                            | 1      | Stieleiche (Quercus robur)                                     | 2010             | Kulturhistorische Bedeutung Schönheit Eigenart        | Stammumfang: 390 cm Kronendurchmesser: 19 m Großer, landschaftstypischer Hofbaum mit arttypischer Krone. | Fotos hochladen               |
| ND 17          | Gocher Heide-Bedburg-Hau - Louisendorf St.-Elisabeth-Kirche, Louisenplatz Karte                                                                                       | Linden an der St.-Elisabeth-Kirche | 34     | Sommerlinde (Tilia platyphyllos)                               | 2010             | Kulturhistorische Bedeutung Schönheit                 | Stammumfang:um 220 cm Kronendurchmesser:Kronen beschnitten Ursprünglich wurde bei der Anlage des Louisenplatzes mittig ein Ehrenhain aus 34 Eichen angelegt, entsprechend dem Lebensalter der verstorbenen Königin Louise, die in zwei Kreisen von 16 und 18 Bäumen angeordnet waren. Nach dem Bau der St.-Elisabeth-Kirche im Jahr 1860 wurden die Eichen durch 34 Linden als ebenfalls doppelter Kranz um die Kirche ersetzt.                                                                                            | Fotos hochladen               |
| ND 18          | Gocher Heide-Goch-Pfalzdorf Grundstücksgrenze Motzfeldstraße 175, südöstlich des Wurzhofes Karte                                                                      | 1 Eiche                            | 1      | Stieleiche (Quercus robur)                                     | 2010             | Schönheit Eigenart                                    | Stammumfang: 380 cm Kronendurchmesser: 23 m Der Baum hat eine mächtige, gut ausgebildete, arttypische Krone und ist in der Ackerlandschaft weithin sichtbar. | BW                            |
| ND 19          | Gocher Heide-Goch - Pfalzdorf Acker an der Braune-Rocker-Straße, nordwestlich des Michelshofes Karte                                                                  | 1 Eiche                            | 1      | Stieleiche (Quercus robur)                                     | 2010             | Schönheit Eigenart                                    | Stammumfang: 360 cm Kronendurchmesser: 20 m Der Baum ist in der Ackerlandschaft weithin sichtbar. In den Stamm sind Reste eines ehemaligen Weidezaunes eingewachsen | BW                            |
| ND 20          | Gocher Heide-Goch-Pfalzdorf Vorgarten Buschstraße 18, gegenüber Reitsportanlage Karte                                                                                 | 1 Linde                            | 1      | Sommerlinde (Tilia platyphyllos)                               | 2010             | Schönheit Eigenart Seltenheit                         | Stammumfang: 500 cm Kronendurchmesser: 26 m Der Baum hat eine mächtige, gut ausgeprägte, arttypische Krone. Der Stamm weist Faulstellen auf und wurde baumchirurgisch behandelt | BW                            |
| ND 21          | Gocher Heide-Goch-Pfalzdorf Waldgebiet Tannenbusch, nördlich Pfalzdorf Karte                                                                                          | Wallanlagen im Tannenbusch         | 1      | Erdwallanlage mit Laubholzstreifen aus Buche und Eiche         | 2010             | Kulturhistorische Bedeutung Landeskundliche Bedeutung | Höhe: ca. 0,5 bis 1,5 m Breite: bis ca. 5 m Der gesamte Tannenbusch ist von einem Erdwall, abschnittsweise auch von 2 parallelen Erdwällen umgeben. Zwischenräume sind von Laubholzstreifen aus Buche und Eiche bewachsen. Die Entstehung der Wallanlagen geht auf die Zeit der Erstaufforstung der früheren Heideflächen (Gocher Heide) zurück. Dabei wurden die in Teilabschnitten 1619–1670 vollzogenen Aufforstungsflächen jeweils mit Wällen umgeben, um dort die Aufhebung des Hut- und Weiderechts zu kennzeichnen. | mehr Fotos \| Fotos hochladen |